# Csongrád-Csanád vármegyei 4. sz. országgyűlési egyéni választókerület
A Csongrád-Csanád vármegyei 4. számú országgyűlési egyéni választókerület egyike annak a 106 választókerületnek, amelyre a 2011. évi CCIII. törvény Magyarország területét felosztja, és amelyben a választópolgárok egy-egy országgyűlési képviselőt választhatnak. A választókerület nevének szabványos rövidítése: Csongrád-Csanád 04. OEVK. Székhelye: Hódmezővásárhely

## Területe
A választókerület az alábbi településeket foglalja magába:
1. Algyő
2. Ambrózfalva
3. Apátfalva
4. Csanádalberti
5. Csanádpalota
6. Földeák
7. Hódmezővásárhely
8. Királyhegyes
9. Kiszombor
10. Kövegy
11. Magyarcsanád
12. Makó
13. Maroslele
14. Mártély
15. Nagyér
16. Nagylak
17. Óföldeák
18. Pitvaros
19. Székkutas

## Országgyűlési képviselője
| Név         | Párt                                         | Párt        | Terminus | Megjegyzés                                   |
| ----------- | -------------------------------------------- | ----------- | -------- | -------------------------------------------- |
| Lázár János |                                              | Fidesz-KDNP | 2014 –   | A 2014-es országgyűlési választás eredménye: |
| Lázár János | A 2018-as országgyűlési választás eredménye: | Fidesz-KDNP | 2014 –   |                                              |
| Lázár János | A 2022-es országgyűlési választás eredménye: | Fidesz-KDNP | 2014 –   |                                              |

## Demográfiai profilja
| Iskolai végzettség                | Iskolai végzettség               | Iskolai végzettség | Iskolai végzettség | Iskolai végzettség |
| --------------------------------- | -------------------------------- | ------------------ | ------------------ | ------------------ |
|                                   |                                  |                    |                    | fő                 |
| Általános iskolát nem végezte el  | Általános iskolát nem végezte el |                    | 1687               | 1687               |
| Általános iskola                  | Általános iskola                 |                    | 15984              | 15984              |
| Szakmunkás                        | Szakmunkás                       |                    | 19755              | 19755              |
| Érettségi                         | Érettségi                        |                    | 26573              | 26573              |
| Diploma                           | Diploma                          |                    | 11960              | 11960              |
| A 2022. évi népszámlálás szerint. |                                  |                    |                    |                    |

A Csongrád-Csanád vármegyei 4. sz. választókerület lakónépessége 2022. október 1-jén 92 124 fő volt. A 2011-es és a 2022-es népszámlálás között 8168 fővel csökkent a választókerület lakosság száma. A választókerületben a korösszetétel alapján a legtöbben a középkorúak élnek 32 719 fővel, míg a legkevesebben a gyermekek 16 165 fővel. A választókerület lakosságának a 81,2%-nál van internet elérési lehetőség.
A legmagasabb befejezett iskolai végzettség szerint az érettségi végzettséggel rendelkezők élnek a legtöbben 26 573 fő, utánuk a következő nagy csoport a szakmunkások 19 755 fővel.
Gazdasági aktivitás szerint a lakosság közel fele foglalkoztatott 43 113 fő, második legjelentősebb csoport az inaktív keresők, akik főleg nyugdíjasok 23 315 fővel.
A választókerület legjelentősebb nemzetiségi csoportja a cigány 869 fő, illetve a román 641 fő. Magyar állampolgársággal nem rendelkező külföldi állampolgárok aránya 0,9%.
Vallási összetétel szerint a választókerületben lakók legnagyobb vallása a római katolikus (16 094 fő), valamint jelentős közösség még a reformátusok (7873 fő). A vallási közösséghez nem tartozók száma szintén jelentős (18 094 fő), a választókerületben a második legnagyobb csoport a római katolikus vallás után.

## Országgyűlési választások
| Párt                             |                        | Jelölt                 | Szavazatok | %     | ± %  |
| -------------------------------- | ---------------------- | ---------------------- | ---------- | ----- | ---- |
| Fidesz-KDNP                      |                        | Lázár János            | 28 753     | 51,77 | 0,01 |
| Egységben Magyarországért        |                        | Márki-Zay Péter        | 22 328     | 40,20 | 5,69 |
| Mi Hazánk                        |                        | Veres Csaba Levente    | 2938       | 5,29  | Új   |
| MKKP                             |                        | Kis József             | 944        | 1,70  | 0,39 |
| MEMO                             |                        | Szabó Zoltán           | 463        | 0,83  | Új   |
| Munkáspárt-ISZOMM                |                        | Kovács István          | 119        | 0,21  | 0,09 |
| Megjelent                        | Megjelent              | Megjelent              | 56 338     | 72,77 | 0,9  |
| Választópolgárok száma           | Választópolgárok száma | Választópolgárok száma | 77 415     | 100   | 3,35 |
| A Fidesz-KDNP tartja a körzetet. |                        |                        |            |       |      |

| Párt                             |                        | Jelölt                 | Szavazatok | %     | ± %   |
| -------------------------------- | ---------------------- | ---------------------- | ---------- | ----- | ----- |
| Fidesz-KDNP                      |                        | Lázár János            | 29 534     | 51,78 | 8,21  |
| Jobbik                           |                        | Kiss Attila            | 20 940     | 36,71 | 11,93 |
| MSZP                             |                        | Rója István            | 4234       | 7,42  | 12,12 |
| LMP                              |                        | Pongrácz Gergely       | 1003       | 1,76  | 5,18  |
| MKKP                             |                        | Farkas Tamás           | 749        | 1,31  | Új    |
| Munkáspárt                       |                        | Nagy Gyula Imréné      | 169        | 0,3   | 0,67  |
| Egyéb pártok                     |                        |                        | 410        | 0,72  | 2     |
| Megjelent                        | Megjelent              | Megjelent              | 57 558     | 71,87 | 13,11 |
| Választópolgárok száma           | Választópolgárok száma | Választópolgárok száma | 80 090     | 100   | 2,83  |
| A Fidesz-KDNP tartja a körzetet. |                        |                        |            |       |       |

| Párt                                | Párt                   | Jelölt                 | Szavazatok | %     |
| ----------------------------------- | ---------------------- | ---------------------- | ---------- | ----- |
|                                     | Fidesz-KDNP            | Dr. Lázár János        | 20 792     | 43,57 |
|                                     | Jobbik                 | Dr. Kiss Attila        | 11 824     | 24,78 |
|                                     | Összefogás             | Varga Péter            | 9323       | 19,54 |
|                                     | LMP                    | Nagy Bandó András      | 3312       | 6,94  |
|                                     | Munkáspárt             | Surányi Vivien         | 462        | 0,97  |
|                                     | Szociáldemokraták      | Kovács László          | 174        | 0,36  |
|                                     | Egyéb pártok           |                        | 1829       | 2,72  |
| Megjelent                           | Megjelent              | Megjelent              | 48 424     | 58,76 |
| Választópolgárok száma              | Választópolgárok száma | Választópolgárok száma | 82 415     | 100   |
| A Fidesz-KDNP nyeri meg a körzetet. |                        |                        |            |       |

## Ellenzéki előválasztás – 2021
| Frakció                               |                 | Jelölő szervezetek    | Jelölt          | Szavazatok | %     |
| ------------------------------------- | --------------- | --------------------- | --------------- | ---------- | ----- |
| ÚVNP/Párbeszéd                        |                 | MMM, ÚVNP, Párbeszéd  | Márki-Zay Péter | 5249       | 81,57 |
| DK                                    |                 | DK, Liberálisok, VKKP | Mucsi Tamás     | 1186       | 18,43 |
| Összes szavazat                       | Összes szavazat | Összes szavazat       | Összes szavazat | 6435       |       |
| Márki-Zay Péter nyeri meg a körzetet. |                 |                       |                 |            |       |